# Eduard Małofiejew
Eduard Wasiljewicz Małofiejew (ros. Эдуард Васильевич Малофеев; ur. 2 czerwca 1942 w Krasnojarsku) – radziecki i białoruski piłkarz występujący na pozycji napastnika, wielokrotny reprezentant Związku Radzieckiego, trener piłkarski, selekcjoner reprezentacji Związku Radzieckiego i Białorusi.

## Kariera piłkarska

### Kariera klubowa
Urodził się w Krasnojarsku, gdzie jego rodzina została ewakuowana w czasie II wojny światowej. Po zakończeniu wojny powrócił do rodzinnego podmoskiewskiego miasta Kołomna. Pierwszym zespołem piłkarskim, w którym występował była drużyna zakładowa w Kołomnie. W 1960 był zawodnikiem klubu Awangard Kołomna. Jako utalentowany junior zwrócił na siebie uwagę szkoleniowców zespołów moskiewskich. W 1961 trafił do występującego w ekstraklasie Spartaka Moskwa. W 1962 zdobył ze Spartakiem Mistrzostwo ZSRR. Nie mogąc jednak przebić się do podstawowego składu, po dwuletnim pobycie w stolicy ZSRR zdecydował się na przejście do Dynama Mińsk. W barwach białoruskiej drużyny stał się niedługo potem jednym z najlepszych radzieckich napastników. W 1971 z 16 bramkami na koncie został królem strzelców Wyższej Ligi.
W 1972 jako zawodnik mińskiego Dynama zakończył w wieku 30 lat karierę piłkarską. Ogółem w rozgrywkach ekstraklasy rozegrał 254 mecze, strzelił 100 bramek, zaś ze 109 bramkami trafił do elitarnego klubu Grigorija Fiedotowa, skupiającego najlepszych strzelców w historii radzieckiego i rosyjskiego futbolu.

### Kariera reprezentacyjna
Pierwszy występ w kadrze ZSRR zaliczył 22 września 1963 w towarzyskim meczu z Węgrami. Jednak dopiero zmiana na stanowisku selekcjonera po porażce Sbornej w finale Euro 1964 pozwoliła mu na dobre trafić do składu radzieckiej reprezentacji. Nowy trener Nikołaj Morozow obdarzył młodego napastnika dużym zaufaniem, często delegując go do gry. Małofiejew był jednym z kluczowych zawodników ekipy, która dotarła do półfinału mistrzostw świata w Anglii w 1966. Za kadencji selekcjonera Michaiła Jakuszyna zaliczył z kolei występy w mistrzostwach Europy w 1968, na których Sborna, podobnie jak 2 lata wcześniej w Anglii, zajęła czwarte miejsce. Dopiero objęcie funkcji szkoleniowca reprezentacji przez Gawriła Kaczalina zakończyło reprezentacyjną karierę Małofiejewa. Nowy selekcjoner zrezygnował z usług napastnika Dynama. Przegrany z Anglią mecz o 3. miejsce w Euro 1968 był jego ostatnim występem w barwach Związku Radzieckiego. Małofiejew zamknął bilans reprezentacyjny na 40 meczach i 6 bramkach.

## Kariera trenerska
Jeszcze jako piłkarz rozpoczął pracę trenera, prowadząc zespoły juniorskie. Po zakończeniu występów w Dynamie pozostał w klubie. W 1972 objął funkcję głównego trenera w szkole piłkarskiej Dynama, by po dwóch latach przejść na stanowisko asystenta w pierwszym zespole. Z wyróżnieniem ukończył Wyższą Szkołę Trenerów w Moskwie, a w 1976 wyjechał do Brześcia, gdzie prowadził występujące w niższej lidze Dynamo. Dwa lata później wrócił do Mińska i z Dynamem awansował do Wyższej Ligi, a w 1982 zdobył z nim Mistrzostwo ZSRR. Rok później rozpoczął współpracę z radziecką federacją jako opiekun reprezentacji olimpijskiej, ale na finałowy turniej w Los Angeles z powodu bojkotu Igrzysk przez kraje socjalistyczne drużyna ZSRR nie pojechała.
Na początku 1984 Małofiejew został selekcjonerem pierwszej reprezentacji, którą wprowadził do finałów mistrzostw świata w Meksyku. Jednak tuż przed rozpoczęciem turnieju finałowego, w maju 1986 został zwolniony z funkcji selekcjonera. Powodem była słaba postawa drużyny w meczach towarzyskich. W międzyczasie, w 1985 powierzono mu rolę szkoleniowca Dynama Moskwa, które w sezonie 1986 doprowadził do drugiego miejsca w ekstraklasie. W kolejnym roku został przesunięty na stanowisko głównego trenera w stowarzyszeniu sportowym „Dynamo” (zrzeszającym wszystkie kluby Dynamo w ZSRR, związane z KGB). Później powrócił do Mińska, ale nie powtórzył sukcesów z początku lat 80.
Po rozpadzie Związku Radzieckiego prowadził mniej znane zespoły z Białorusi i Rosji, występujące głównie w niższych ligach. Parokrotnie udało mu się wprowadzić prowadzone przez siebie drużyny do wyższych klas rozgrywkowych. Przed rozpoczęciem eliminacji do World Cup 2002 objął funkcję selekcjonera białoruskiej drużyny narodowej. Prowadzona przez niego reprezentacja, rywalizująca m.in. z zespołem Polski, w ostatniej kolejce meczów przegrała walkę o drugie miejsce w grupie premiowane awansem do baraży na rzecz Ukrainy. Małofiejew popadł w konflikt z liderami drużyny, występującymi w kijowskim Dynamie Walancinem Bialkiewiczem i Alaksandrem Chackiewiczem. W 2003 stracił stanowisko.
W 2004 rozpoczął współpracę z litewskim biznesmenem rosyjskiego pochodzenia Władimirem Romanowem. Znalazł zatrudnienie w akademii piłkarskiej przy będącym własnością Romanowa białoruskim klubie MTZ-RIPO Mińsk. Dwa lata później został przez Romanowa zatrudniony w FBK Kowno. W tym samym roku biznesmen ściągnął go do pracy w szkockim Heart of Midlothian na stanowisku dyrektora sportowego. Jesienią 2006 w kilku meczach zastępował urlopowanego trenera Hearts Valdasa Ivanauskasa. Na początku grudnia powrócił do MTZ-RIPO, by objąć funkcję pierwszego trenera, jednak w marcu 2007 zrezygnował z pracy z mińskim klubem. W październiku 2007 objął stanowiska trenera FK Silute. Od 26 września 2008 do 28 listopada 2009 roku prowadził Dynamo Sankt Petersburg, z którym zdobył awans do Pierwszej dywizji w 2009 roku. Od grudnia 2009 do maja 2010 pracował na stanowisku głównego trenera Szachciora Soligorsk. 22 lipca 2010 ponownie stał na czele petersburskiego Dynamo. Kontrakt został podpisany do końca sezonu 2010 z możliwością przedłużenia na kolejny rok, jednak już wkrótce, 17 sierpnia 2010 zrezygnował z prowadzenia. Pozostał w klubie jako konsultant. 25 listopada 2010 objął stanowisko głównego trenera Pskow-747 Psków, z którym pracował do lipca 2011.
W krajach b. ZSRR Małofiejew jest ceniony jako fachowiec i zwolennik nowoczesnego, ofensywnego futbolu. Wprowadzając nowatorskie pomysły szkoleniowe udało mu się osiągnąć sukcesy m.in. z mińskim Dynamem, a drużyny z niższych lig doprowadzić do profesjonalnego poziomu. Nierzadko jednak zawodnicy nie byli w stanie dostosować się do jego koncepcji, co powodowało konflikty, jak w przypadku reprezentacji Białorusi.

## Sukcesy i odznaczenia

### Sukcesy klubowe
- mistrz ZSRR: 1962

### Sukcesy reprezentacyjne
- półfinalista Mistrzostw Świata: 1966
- uczestnik Europy: 1968

### Sukcesy trenerskie
- mistrz ZSRR: 1982 (z Dynamem Mińsk)
- wicemistrz ZSRR: 1986 (z Dynamem Moskwa)
- brązowy medalista Mistrzostw ZSRR: 1983 (z Dynamem Mińsk)
- awans do Rosyjskiej Wyższej Ligi: 1993 (z Dynamo-Gazowikiem Tiumeń)
- awans do Rosyjskiej Pierwszej Dywizji: 1996 (z Anży Machaczkała), 2009 (z Dinamem Sankt Petersburg)

### Sukcesy indywidualne
- król strzelców Mistrzostw ZSRR: 1971
- wybrany do listy 33 najlepszych piłkarzy ZSRR: Nr 1 (1967), Nr 2 (1963, 1968), Nr 3 (1965)
- członek Klubu Grigorija Fiedotowa: 109 bramek

### Odznaczenia
- tytuł Mistrza Sportu ZSRR
- tytuł Zasłużonego Mistrza Sportu ZSRR: 1967
- tytuł Zasłużonego Trenera Białoruskiej SRR: 1979
- tytuł Zasłużonego Trenera ZSRR: 1989
- Order Czerwonego Sztandaru Pracy: 1983
- Szmaragdowy Order UEFA „Za zasługi”: 2009